# Сајлас Вир Мичел
Сајлас Вир Мичел (енгл. Silas Weir Mitchell; Филаделфија, 30. септембар 1970) амерички је глумац. У серији Бекство из затвора глуми Чарлса „Струју” Патошика, затвореника са неуроанатомским оштећењем које изазива несаницу, као и дијагностиковане схизофрене нападе са биполарним тенденцијама.